# Ruan Nortjé

a Compétitions nationales et continentales officielles uniquement.

b Matchs officiels uniquement.
Dernière mise à jour le 30 septembre 2024.
Ruan Nortjé, né le 25 juillet 1998 à Pretoria (Afrique du Sud), est un joueur international sud-africain de rugby à XV évoluant principalement au poste de deuxième ligne. Il évolue avec la franchise des Bulls en United Rugby Championship, et la province des Blue Bulls en Currie Cup.

## Carrière

### En club
Ruan Nortjé naît et grandit à Pretoria, et il scolarisé à la Hoërskool Wonderboom (en). Il pratique le rugby à XV avec l'équipe de l'établissement, et se montre performant, mais la faible réputation de ce lycée ne lui permet pas de percer immédiatement au niveau provincial,.
Après avoir terminé sa scolarité, il est finalement recruté par l'Academy (centre de formation) de la province locale des Blue Bulls. Avec sa nouvelle équipe, il joue avec les équipes des moins de 18 ans en 2016, puis de 19 ans en 2017,. En 2017, il est élu meilleur joueur de son équipe dans sa catégorie d'âge. Il joue également en Varsity Cup (en) (championnat universitaire sud-africain) avec les UP Tuks (club de l'université de Pretoria),.
Il joue son premier match professionnel avec les Blue Bulls en juin 2018 en Rugby Challenge, face aux Pumas. Deux semaines plus tard, il est appelé au sein de l'effectif des Bulls pour le dernier match de la saison face aux Lions. Il fait ses débuts en Super Rugby lors de cette rencontre, qu'il dispute comme remplaçant.
L'année suivante, il ne joue aucune rencontre en Super Rugby avec les Bulls, et doit se contenter de jouer avec l'équipe des moins de 21 ans des Blue Bulls,.
En 2020, après s'être renforcé musculairement, il s'impose comme un titulaire en deuxième ligne avec les Bulls,. Après une saison de Super Rugby interrompue par la pandémie de Covid-19, il devient un cadre de l'équipe qui remporte le Super Rugby Unlocked (en) à l'automne 2020. Plus tard lors de la saison, il remporte également la Currie Cup avec les Blue Bulls. 
En 2021, il dispute la Pro14 Rainbow Cup avec les Bulls, puis remporte une nouvelle fois la Currie Cup,.
En 2021-2022, Nortjé dispute avec les Bulls leur première saison de United Rugby Championship, et termine la compétition à une place de finaliste,. En mars 2022, il prolonge son contrat avec les Bulls pour trois saisons supplémentaires, portant son engagement jusqu'en 2025. Au terme de cette saison, il reçoit le titre de « Ironman » de la saison, récompensant le joueur le plus utilisé de la compétition. Il fait également partie de l'équipe type de la saison.
En novembre 2022, il devient le capitaine des Bulls à la suite du départ de Marcell Coetzee au Japon. Un an plus tard, avec le retour de Coetzee, il se partage désormais la fonction avec celui-ci.

### En équipe nationale
Ruan Nortjé joue avec l'équipe d'Afrique du Sud des moins de 20 ans dans le cadre du championnat du monde junior 2018. Il dispute cinq matchs lors de la compétition, inscrivant deux essais, et voit son équipe terminer à la troisième place,. Auteur d'un bon mondial, il fait partie de l'équipe type du tournoi.
En juin 2022, il est sélectionné pour la première fois avec les Springboks par le sélectionneur Jacques Nienaber pour préparer la série de test-matchs face au pays de Galles. Il connaît sa première sélection lors du deuxième match de la série, le 9 juillet 2022 à Bloemfontein.

## Palmarès

### En club
- Vainqueur du Super Rugby Unlocked (en) en 2020 avec les Bulls.
- Vainqueur de la Currie Cup en 2020-2021 et 2021 avec les Blue Bulls.
- Finaliste du United Rugby Championship en 2022, 2024 et 2025 avec les Bulls.

### Distinctions personnelles
- Membre de l'équipe type du United Rugby Championship en 2024.